# Albert Mayaud
Pour les articles homonymes, voir Mayaud.
Albert Paul Mayaud, né le 31 mars 1899 à Paris 8e et mort le 14 août 1987 à Paris 12e, est un nageur et un joueur de water-polo français engagé dans la Résistance intérieure française en 1942.

## Carrière
Albert Mayaud est champion de France de natation en bassin de 50 m du 1000 m nage libre en 1916 et champion de France de natation de grand fond nage libre en 1919.
Avant d'avoir été champion de France en septembre 1924 avec la Libellule de Paris, il devient champion olympique de water-polo aux Jeux olympiques d'été de 1924 à Paris, après avoir été éliminé au premier tour quatre ans plus tôt aux Jeux d'Anvers. Lors de ces Jeux de 1920, il est aussi éliminé au premier tour de l'épreuve de relais 4×200 m nage libre.
En mars 1942, il s'engage dans le réseau de résistance CND-Castille où il est agent P1,.

## Son histoire au Touquet-Paris-Plage

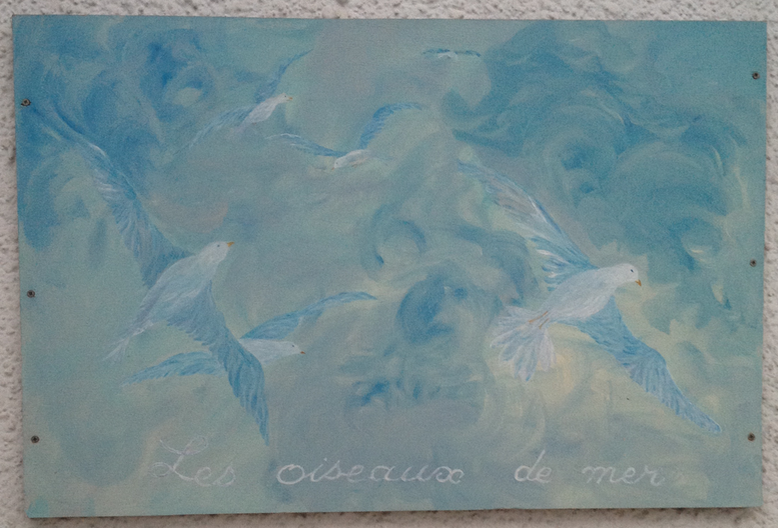
Plaque " Les Oiseaux de Mer" 57, rue Léon-Garet.

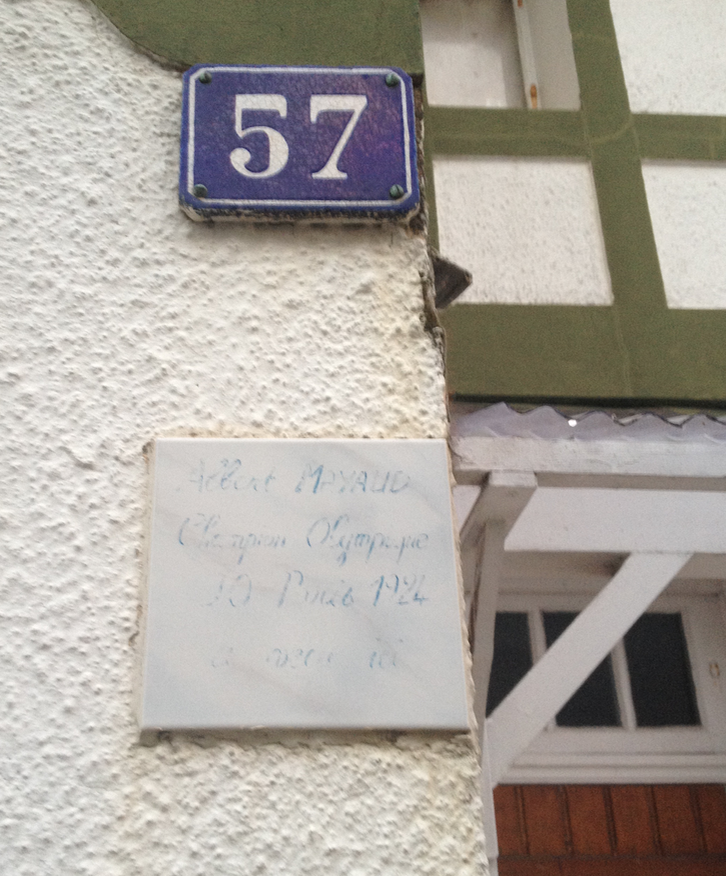
Plaque "Albert Mayaud" 57, rue Léon Garet.

En 1931, il crée au Touquet-Paris-Plage le premier club de plage appelé Les oiseaux de mer, ce club est destiné à encourager la pratique d'activités sportives en plein air, comme la gymnastique, le grimpé de cordes, le saut, le volley-ball, etc., il permet aussi de garder les enfants pour les vacanciers et aussi pour les locaux, commerçants et travailleurs saisonniers. Il est également maître-nageur à la Piscine du Touquet-Paris-Plage. Pendant l'hiver, il retourne à Paris pour ses activités sportives. 
En 1939, il est mobilisé pour la Seconde Guerre mondiale. Démobilisé fin 1940, il revient au Touquet-Paris-Plage, ayant obtenu par délibération du Conseil municipal du 8 février 1941, d'être nommé professeur d'éducation physique pour les enfants des écoles résidents. Il peut ainsi exercer, en dehors de ses cours, ses périlleuses missions de renseignement pour le réseau Castille, ainsi que pour la mission belge de liaison Delbo-Phénix. Nombre d'anciens élèves se souviennent encore des exercices au pas sur la plage en chantant « Flotte, petit drapeau », sous l'œil de l'occupant. 
Il a habité au 57 rue Léon-Garet au Touquet-Paris-Plage. 